# Blosseville
Blosseville település Franciaországban, Seine-Maritime megyében. Lakosainak száma 257 fő (2022. január 1.). Blosseville Angiens, La Chapelle-sur-Dun, Gueutteville-les-Grès, Sotteville-sur-Mer és Veules-les-Roses községekkel határos.

## Népesség
A település népességének változása:
| Lakosok száma | 290  | 276  | 284  | 254  | 253  | 252  | 252  | 255  | 257  |
|               | 2013 | 2015 | 2016 | 2017 | 2018 | 2019 | 2020 | 2021 | 2022 |